# Otlukbeli
Otlukbeli est une ville et un district de la province d'Erzincan dans la région de l'Anatolie orientale en Turquie.